# Asiabregma ryukyuense
Asiabregma ryukyuense är en stekelart som beskrevs av Belokobylskij, Zaldivar och Maeto 2008. Asiabregma ryukyuense ingår i släktet Asiabregma och familjen bracksteklar. Inga underarter finns listade.